# Mikkel Rask
 Ikke at forveksle med Mikkel Rask (komiker).
Mikkel Vanger Rask Larsen (født 22. juni 1983 i Purhus) er en dansk tidligere fodboldspiller, der senest spillede i i den danske klub AGF.
Han spillede i løbet af sin aktive karriere i en række klubber, først og fremmest Viborg FF, hvor han har været i to omgange. Han er kendt for sin enorme springkraft og gode timing på hovedstød ved standardsituationer.

## Klubkarriere

### Randers FC
Efter en tid som ungdomsspiller i Spentrup Idrætsforening, 10 km nord for Randers, fik Mikkel Rask i 2002 debut for førsteholdet i den nystiftede klub Randers FC. Efter to sæsoner i 1. division var Rask i sæsonen 2003-04 med til at spille holdet op i Superligaen. I superligaen 2004-05 spillede Mikkel Rask samtlige kampe i sæsonen for Randers FC, og han blev kun udskiftet én gang, da han i maj 2005 på udebane mod FC Nordsjælland i 83. minut blev afløst af Ruben Nygaard. Det blev til i alt 2.962 spilleminutter og 6 mål i sæsonen. Randers fik kun én sæson i superligaen og rykkede i sommeren 2005 ned i 1. division. Mikkel Rask meddelte herefter, at han ikke ville forlænge kontrakten, der først udløb året efter, med klubben i sommeren 2006.

### Viborg FF (2005-2009)
Den 12. september 2005 blev Randers FC og daværende superligaklub Viborg FF enige om en transfer, og Mikkel Rask skiftede til Viborg på en fireårig kontrakt. Klubberne offentliggjorde ikke salgsprisen for Rask.
Mikkel Rasks debut for Viborg FF kom 18. september 2005 i hjemmekampen på Viborg Stadion mod Brøndby IF. Efter 58 minutter blev Rask indskiftet i kampen, da han afløste Alex Nørlund. Viborg vandt kampen 3-1. Rask blev i alt noteret for seksten kampe og to mål i superligaen 2005-06, og klubben endte på fjerdepladsen. I den efterfølgende superligasæson spillede Mikkel Rask 22 kampe i superligaen, ligesom det blev til kampe for klubben i Royal League.
Nedrykning
Superligaen 2007-08 blev ingen succes for Viborg FF, da klubben efter 33 spillerunder sluttede næstsidst i tabellen og dermed rykkede ned i 1. division. Rask var på banen i tyve kampe, hvoraf de atten var på fuld tid. Efter afslutningen på sæsonen i maj 2008 fortalte Mikkel Rask, at han ikke havde lyst til at følge klubben ned i næstbedste række og derfor havde aftalt med klubben, at han skulle sælges, hvis det rigtige tilbud dukkede op. På dette tidspunkt havde han ét år tilbage af kontrakten med Viborg.
I sommerpausen 2008 lykkedes det ikke at finde en ny klub, og Mikkel Rask spillede derfor videre for Viborg FF i 1. division. I februar 2009 blev han inviteret med på den norske klub Aalesunds FKs træningslejr på La Manga Club i Murcia, Spanien. Dette skete én uge inden, at Viborg selv skulle på træningslejr samme sted. Efter seks dages træning med det norske hold afviste cheftræner Kjetil Rekdal at lave en kontrakt med Rask, da Rekdal ikke mente, at spilleren endnu havde det niveau som klubben ledte efter.
I forårssæsonen 2009 blev det ikke til meget spilletid for Viborg FF for Rask. Hverken Hans Eklund og den senere cheftræner Søren Frederiksen brugte Mikkel Rask i startopstillingen. Derfor valgte parterne ikke at forlænge samarbejdet, da kontrakten udløb i juni 2009.
Mikkel Rask spillede i alt 56 kampe i Superligaen og et antal kampe i Pokalturneringen og Royal League for Viborg FF i den fireårige periode, kontrakten varede.

### Diyarbakırspor
Efter bruddet med Viborg FF tog Mikkel Rask i slutningen af juli 2009 på træningsophold i den tyrkiske klub Kasımpaşa S.K., og i starten af august gik turen til den danske klub AC Horsens. I Horsens gjorde Rasks indsats, at den nytiltrådte cheftræner Johnny Mølby indstillede til klubbens bestyrelse, at man skulle skrive kontrakt med spilleren. Samme dag, 13. august 2011, som Horsens Folkeblad bragte historien, om at Rask ville få kontrakt i Horsens, underskrev spilleren imidlertid en toårig kontrakt med den tyrkiske klub Diyarbakırspor, der netop var rykket op i landets bedste række, Süper Lig.
Mikkel Rask blev fra starten ikke fast mand på det tyrkiske hold. Klubben havde som nyoprykker økonomiske problemer, og det var ikke altid, at Rask fik den aftalte løn til tiden. I starten af januar 2010 blev de økonomiske problemer i Diyarbakırspor så store, at Mikkel Rask søgte om at blive løst fra sin kontrakt. 13. januar 2010 blev han løst fra kontrakten og det tyrkiske forbund, Türkiye Futbol Federasyonu, udleverede hans spillertilladelse, hvorpå kan frit kunne forlade klubben. Mikkel Rask spillede i alt fem ligakampe og én i den tyrkiske pokalturnering, Türkiye Kupası, i tiden i Tyrkiet.

### FC Fredericia
Efter hjemkomsten fra Tyrkiet tog Mikkel Rask til sin tidligere klub Viborg FF for at holde formen ved lige, imens han kiggede efter en ny klub. I midten af februar 2010 tog han til prøvetræning hos den skotske SPL-klub Motherwell F.C., hvor han blandt andet deltog i en træningskamp. Rask og den skotske klub kunne ikke blive enige om betingelserne for en permanent kontrakt, og spilleren rejste derfor tilbage til Danmark uden en aftale.
Mikkel Rask kom efterfølgende til prøvetræning hos den danske 1. divisionsklub FC Fredericia i slutningen af februar 2010. Ved første træning fik han en lille skade, og klubben valgte at forlænge træningsopholdet for at se Rask bedre an, når han var klar igen. 1. marts 2010 underskrev Rask og Fredericia en kontrakt, der var gældende for resten af sæsonen i 1. division. Mikkel Rask forlod FC Fredericia efter kontraktens udløb.

### FC Hjørring
FC Hjørring fra 1. division blev næste stop for Mikkel Rask. I juli 2010 underskrev han en etårig kontrakt med klubben, efter at denne flere gange havde prøvet at tilknytte spilleren til holdet. Rask nåede kun at spille efterårssæsonen i Hjørring, inden han i januar 2011 blev solgt til sin tidligere klub Viborg FF. Det blev til under ti kampe for Rask i FC Hjørring-trøjen.

### Viborg FF (2011-2016)
Halvandet år efter at Mikkel Rask forlod Viborg FF i sommeren 2009, skrev han i slutningen af januar 2011 igen kontrakt med klubben, som han før havde spillet fire sæsoner for. FC Hjørring og Viborg var blevet enige om en transfer, og Rask skiftede til 1. divisionsklubben fra Viborg på en kontrakt, der er gældende til sommeren 2013, hvilket i februar 2013 blev forlænget frem til udgangen af 2016.
Mikkel Rask gik fra starten direkte ind i startopstillingen og spillede fast i forsvaret. Det første halve år i Viborg blev en kamp for at undgå nedrykning, og det var først i sidste spillerunde, at klubben undgik degradering til 2. division.
I sæsonen 2011-12 blev Rask af træner Ove Christensen udpeget til anfører for Viborg FF. Mikkel Rask spillede alle kampene i efterårssæsonen i det centrale forsvar, og hans første mål kom 21. oktober 2011 på Monjasa Park. Her vandt Viborg FF udekampen over FC Fredericia med 2-1, og begge mål blev scoret af Rask.
Mikkel Rask fik orlov fra Viborg FF i slutningen af august 2014, og det var uvist, om han derefter ville fortsætte i klubben. Han vendte dog tilbage til klubben den 5. januar 2015.
Den 12. september 2015 rundede han sammenlagt 200 kampe for Viborg FF i en Superliga-kamp mod FC Nordsjælland.
Den 12. december 2016 blev det offentliggjort, at Mikkel Rask ikke forlængede aftalen med Viborg FF, og dermed stoppede samarbejdet ved kontraktudløb den 31. december 2016.

### AGF
Den 13. december 2016 skrev han under på en kontrakt med AGF, gældende fra 1. januar 2017 til sommeren 2018. 
Det blev i april 2018 offentliggjort, at han stoppede karrieren ved kontraktudløb i sommeren 2018.

## International karriere
Mikkel Rask blev i september 2003 for første gang udtaget til Danmarks U/20-fodboldlandshold. Holdet skulle 23. og 25. september spille venskabskampe mod Ukraines U/20-landshold på udebane i henholdsvis Borodyanka og Kyiv, og Rask spillede samtlige minutter. Næste gang, og samtidig sidste gang Mikkel Rask spillede for et hold under Dansk Boldspil-Union, var 17. februar 2004, da han spillede de sidste fem minutter af udekampen for U/20-holdet mod Tyrkiets U/20-landshold i Mersin. I den kamp var Daniel Agger anfører for holdet.

## Volleyball
Mikkel Rask har en stor springkraft. Før fodbolden blev det primære spillede Rask også volleyball på højt niveau, og han har blandt andet repræsenteret ungdomslandsholdet. Baggrunden som volleyballspiller var blandt andet årsag til, at Viborg FF i 2011 havde Rask i fokus ved deres årlige aprilsnar på klubbens hjemmeside. Her blev det fortalt, at Mikkel Rask var udtaget til Danmarks volleyballlandshold, efter at han i to år havde trænet med forskellige volleyballklubber i Danmark for at bevare sin springkraft i fodbold.